# Georg Trump
Georg Trump (Brettheim, 10 juli 1896 - München, 21 december 1985) was een Duits typograaf, letterontwerper, kunstschilder en docent.

## Biografie

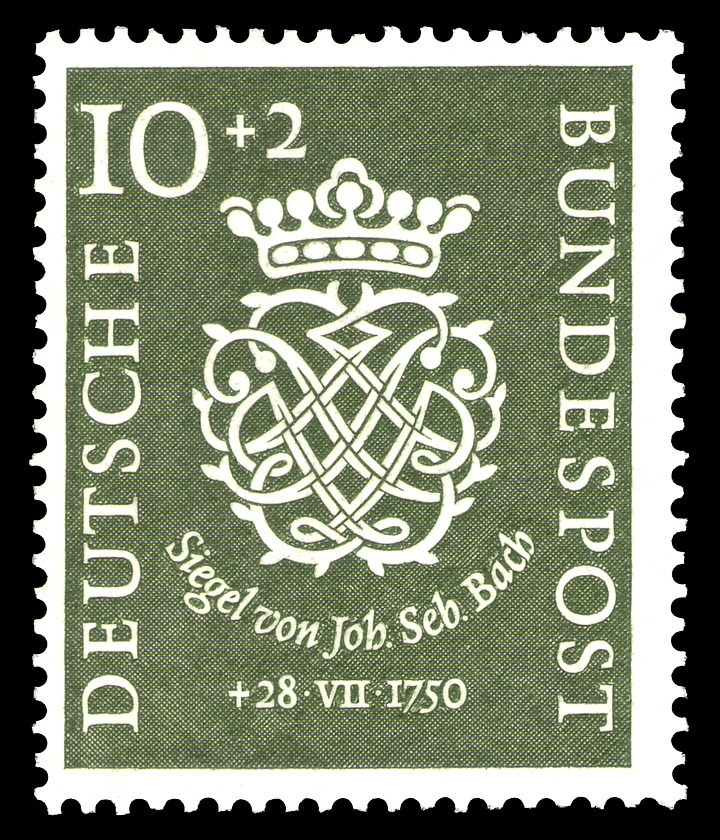
Door Trump ontworpen postzegel uit 1950 met het zegel van Johann Sebastian Bach, uitgegeven ter gelegenheid van de 200e verjaardag van diens sterfdag.

Trump begon zijn opleiding, op zijn zestiende, aan de Staatliche Akademie der Bildenden Künste in Stuttgart, zijn opleiding werd echter onderbroken door de Eerste Wereldoorlog. Hij diende in het leger en klom op tot de rang van luitenant. Eind 1919 vervolgde hij zijn opleiding in Stuttgart en kreeg hij les van onder andere F.H. Ernst Schneidler. Mede studenten van hem waren o.a. Imre Reiner en Walter Brudi. Een belangrijk kenmerk van zijn opleiding was dat naast het ontwerpen van letters, ook andere grafische disciplines aanbod kwamen. Naast typografie was Trump ook een getalenteerd illustrator.
Van 1923 tot 1926 werkte Trump in het zuiden van Italië als keramisch ontwerper. Hij keerde terug naar Duitsland en begon met lesgeven aan de Handwerker- und Kunstgewerbeschule in Bielefeld en startte hij een grafische afdeling aldaar. Trump ontwikkelde zijn eigen stijl die veel aandacht kreeg en o.a. werd opgemerkt door Paul Renner. Op uitnodiging van Renner begon Trump, in 1929, les te geven aan de Meisterschule für Deutschlands Buchdrucker in München en werkte daar samen met Jan Tschichold. Van 1932 tot 1934 werkte Trump als directeur van de Höheren Graphischen Fachschule in Berlijn. Naast zijn werk als docent, ontwierp Trump in de periode 1930-35 diverse lettertype voor de lettergieterij H. Berthold AG. Vanaf 1937 zou hij dit werk voortzetten voor de gieterij C.E. Weber uit Stuttgart.
Op verzoek van Renner nam Trump in 1934 de leiding over van de Meisterschule in München , een diplomatieke zet om te voorkomen dat de school onder directe leiding van het nazi-regime zou komen. Bij het uitbreken van de Tweede Wereldoorlog werd Trump opgeroepen voor militaire dienst. In de laatste dagen van de oorlog raakte hij zwaar gewond aan zijn buik. Als gevolg van de bombardementen was de Meisterschule totaal verwoest. Vanaf 1945 werkte Trump mee aan de wederopbouw van de school en bleef hij werken aan het ontwerpen van lettertypes. In 1953 ging hij, mede als gevolg van zijn verwondingen, met vervroegd pensioen en kon hij zich richtten op het vervolmaken van zijn ontwerpen en het creëren van nieuwe lettertypen. Zo creëerde hij tussen 1954 en 1960 de serie Trump Mediaeval dat kan worden beschouwd als een van zijn meesterwerken.
Naast lettertypen bevat het grafisch werk van Trump diverse affiches, boekomslagen en postzegels. Voor de Deutsche Bundespost heeft hij diverse postzegels ontworpen.

## Erkenning
In de laatste jaren van zijn leven kreeg Trump steeds meer erkenning en aandacht voor zijn werk. Met name in de Verenigde Staten waren zijn lettertypen populair.
In 1982 werd hij onderscheiden met een medaille van de Type Directors Club (TDC) uit New York.
in 1983 werd Trump onderscheiden met het Grootkruis van Verdienste van de Bondsrepubliek Duitsland.

## Lettertypen
Georg Trump ontwierp onder andere de lettertypen
- Berthold City (1930)
- City (1931)
- Trump Deutsch (1935)
- Schadow (1938–52)
- Forum I (1948)
- Delphin 1 (1951)
- Forum II (1952)
- Amati (1953)
- Palomba (1954)
- Delphin 2 (1955)
- Codex (1955)
- Signum (1955)
- Time Script (1956)
- Trump Mediaeval (1958–60)
- Trump Gravur (1960)
- Jaguar (1964)
- Mauritius (1967)